# 샤우데르 기저
함수해석학에서 샤우데르 기저(Schauder基底, 영어: Schauder basis)는 위상 벡터 공간에 대하여 정의되는, 벡터 공간의 기저와 유사한 개념이다.:§10, 89–102 그러나 벡터 공간의 기저에서는 모든 원소가 유한 개의 기저 벡터의 합으로 나타내어지는 반면, 샤우데르 기저의 경우 모든 원소는 샤우데르 기저 벡터들의 무한 급수로 나타내어진다.

## 정의
{\displaystyle N\in \{0,1,2,\dots ,\infty \}}라고 하자. 위상체 {\displaystyle K} 위의 위상 벡터 공간 {\displaystyle V} 위의 샤우데르 기저 {\displaystyle \{e_{i}\}_{i=1}^{N}\subset V}는 다음 조건을 만족시키는 원소들의 열이다.
- 임의의 원소 {\displaystyle v\in V}에 대하여, {\displaystyle \textstyle v=\sum _{i=1}^{N}a_{i}e_{i}}가 되는 수열 {\displaystyle \{a_{i}\}_{i=1}^{N}\subset K}이 유일하게 존재한다.

여기서 {\displaystyle N=\infty }일 경우 급수의 수렴은 {\displaystyle V}의 위상으로 정의된다.
{\displaystyle N=\infty }일 경우, 샤우데르 기저의 순서가 중요한데, 이는 위 급수의 수렴이 절대 수렴이 아닐 수 있기 때문이다. 반면, {\displaystyle N<\infty }일 경우 샤우데르 기저의 순서는 중요하지 않으며, 이 경우 벡터 공간의 일반적 기저의 개념와 일치한다.
바나흐 공간 {\displaystyle (V,\|{-}\|)} 위의 샤우데르 기저 {\displaystyle \{e_{i}\}_{i=1}^{N}}가 다음 조건을 만족시킨다면, 정규 샤우데르 기저(正規Schauder基底, 영어: normalized Schauder basis)라고 한다.
- 모든 {\displaystyle i=1,\dots ,N}에 대하여, {\displaystyle \|e_{i}\|=1}

### 무조건 샤우데르 기저
{\displaystyle N\in \{0,1,2,\dots ,\infty \}}라고 하자. 위상체 {\displaystyle K} 위의 위상 벡터 공간 {\displaystyle V} 위의 샤우데르 기저 {\displaystyle \{e_{i}\}_{i=1}^{N}\subset V}가 다음 조건을 만족시킨다면, 무조건 샤우데르 기저(無條件Schauder基底, 영어: unconditional Schauder basis)라고 한다.
- 임의의 {\displaystyle v\in V} 및 {\displaystyle \{1,2,\dots ,N\}}의 임의의 순열 {\displaystyle \sigma \in \operatorname {Sym} (\{1,2,\dots ,N\})}에 대하여, {\displaystyle \textstyle v=\sum _{i=1}^{N}a_{i}e_{i}}라고 하면, {\displaystyle \textstyle \sum _{i=1}^{N}a_{\sigma (i)}e_{\sigma (i)}} 역시 수렴한다.

무조건 샤우데르 기저는 전순서를 무시할 수 있다. {\displaystyle N<\infty }인 샤우데르 기저는 무조건 샤우데르 기저이다.

## 성질

### 균등 유계성
{\displaystyle K\in \{\mathbb {R} ,\mathbb {C} \}} 위의 바나흐 공간 {\displaystyle V}의 샤우데르 기저 {\displaystyle \{e_{i}\}_{i=1}^{N}}이 주어졌다고 하자. 그렇다면
{\displaystyle T_{i}\colon \sum _{i=1}^{N}a_{i}e_{i}\mapsto a_{i}}
는 모두 유계 작용소이다. 사실, 만약 {\displaystyle \{e_{i}\}_{i=1}^{N}}가 정규 샤우데르 기저라면, 균등 유계성 원리에 따라
{\displaystyle \sup\{\|T_{i}\|\}_{i=1}^{N}<\infty }
이다. (여기서 {\displaystyle \|{-}\|}는 작용소 노름)

### 존재
샤우데르 기저를 가지는 바나흐 공간은 항상 분해 가능 공간이다.
그러나 샤우데르 기저를 갖지 않는 분해 가능 바나흐 공간이 존재한다.

### 기본열
바나흐 공간 {\displaystyle V}의 원소의 열 {\displaystyle \{v_{i}\}_{i=1}^{\infty }\subseteq V}가 선형 생성
{\displaystyle \operatorname {Span} \{v_{i}\}_{i=1}^{\infty }=\{a_{1}v_{1}+a_{2}v_{2}+\cdots +a_{k}v_{k}\colon k\in \mathbb {Z} ^{+},\;a_{1},\dots ,a_{k}\in K\}}
의 폐포의 샤우데르 기저를 이룬다면, 이를 기본열(基本列, 영어: basic sequence)이라고 한다. 만약 기본열이 그 선형 생성의 폐포의 무조건 샤우데르 기저를 이룬다면, 이를 무조건 기본열(無條件基本列, 영어: unconditional basic sequence)라고 한다.
모든 무한 차원 바나흐 공간은 기본열을 가진다. 그러나 무조건 기본열을 갖지 않는 무한 차원 바나흐 공간이 존재한다.

## 예
분해 가능 힐베르트 공간의 정규 직교 기저는 항상 무조건 샤우데르 기저이다.
Lp 공간 {\displaystyle \ell ^{p}=\operatorname {L} ^{p}(\mathbb {N} )}이 주어졌다고 하자. 그렇다면 표준 기저
{\displaystyle \{(e_{n})_{i}=\delta _{ni}\}_{n\in \mathbb {N} }}
은 {\displaystyle 1\leq p<\infty }에 대하여 샤우데르 기저를 이룬다.

## 역사

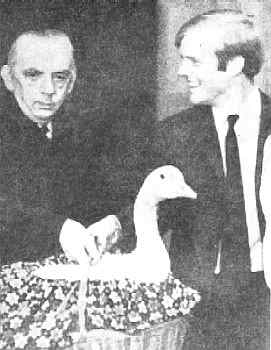
페르 엔플로에게 거위를 증정하는 스타니스와프 마주르

율리우시 샤우데르가 1927년에 도입하였다.
스타니스와프 마주르는 1936년 11월 6일에 모든 분해 가능 바나흐 공간이 샤우데르 기저를 가지는지에 대한 문제를 제기하였고, 이를 증명하는 이에게 살아있는 거위를 포상하겠다고 공언하였다. 1973년에 스웨덴의 페르 엔플로가 이 문제를 부정적으로 해결하였고, 마주르는 엔플로에게 살아있는 거위를 선물하였다. 이 장면은 전 폴란드에 텔레비전으로 중계되었다.

## 같이 보기
- 바나흐 공간